# 相良頼之
相良 頼之（さがら よりゆき）は、肥後国人吉藩の第13代藩主。

## 生涯
寛政10年（1798年）10月15日、第12代藩主・相良頼徳の長男として生まれる。母は頼徳の侍女であったが、文化5年（1808年）6月15日に頼徳正室の養子となり、文化6年（1809年）2月5日に世子に指名された。文化11年（1814年）に従五位下、近江守に叙任する。文政元年（1818年）10月6日、父の隠居により家督を継ぐ。
文政7年（1824年）5月13日、名を頼重から頼之と改め、壱岐守に転任する。父の時代から改革を行なっていた田代政典の改革が引き続いて行なわれた。天保10年（1839年）7月17日、長男の長福に家督を譲って隠居し、嘉永3年（1850年）5月10日に死去した。享年53。

## 系譜
父母
- 相良頼徳（父）

正室
- 於賀 - 亀井矩賢の娘

側室
- 於福 - 浦崎
- 慶寿院

子女
- 相良長福（長男） 生母は浦崎
- 池田章政（次男） 生母は慶寿院、池田政善、池田茂政の養子。
- 相良頼基（四男） 生母は慶寿院、相良長福の養子。
- 相良準之助
- 相良貞四郎
- 於栄
- 於保 - 米良則忠室、後に宮原健之助室
- 於英 - 相良中務室